# Astilbe
Astilbe (Buch.-Ham. ex D.Don, 1825) è un genere di piante appartenenti alla famiglia delle Saxifragaceae, originario di Asia e America settentrionale.

## Descrizione
Astilbe è un genere composto piante perenni rizomatose a foglia caduca, apprezzate dai giardinieri per il loro ampio fogliame di bell'aspetto e per gli spessi fiori. Ampiamente adattabile all'ombra e alle zone acquitrinose, tollerano bene anche i terreni argillosi. Ne sono stati creati numerosi cultivar ibridi.
La fioritura avviene in estate e i colori possono variare tra il rosso e il bianco, passando per il violetto; le astilbe sono profumate.
In Asia, le loro foglie seccate servono talvolta come succedanee del tè e se ne mangiano anche i giovani gambi cotti. I fiori di alcune specie, tra cui l'Astilbe rivularis, trovano impiego nella medicina tradizionale.

## Distribuzione e habitat
È una pianta nativa dell'Asia e del Nordamerica, ove cresce in forre e boschi. In particolare la si può trovare in parte degli Stati Uniti orientali e nella costa asiatica affacciata sull'oceano Pacifico, dall'arcipelago indonesiano a sud alla Russia a nord, con un areale che si spinge verso ovest fino al Kashmir.

## Tassonomia
Attualmente sono accettate 28 specie:
- Astilbe × amabilis H.Hara
- Astilbe apoensis Hallier f.
- Astilbe biternata (Vent.) Britton
- Astilbe chinensis (Maxim.) Franch. & Sav.
- Astilbe crenatiloba (Britton) Small
- Astilbe formosa (Nakai) Nakai
- Astilbe glaberrima Nakai
- Astilbe grandis Stapf ex E.H.Wilson
- Astilbe hachijoensis Nakai
- Astilbe japonica (C.Morren & Decne.) A.Gray
- Astilbe khasiana Hallier f.
- Astilbe koreana (Kom.) Nakai
- Astilbe longicarpa (Hayata) Hayata
- Astilbe longipedicellata (Hatus.) S.Akiyama & Kadota
- Astilbe longipilosa Gilli
- Astilbe macrocarpa Knoll
- Astilbe macroflora Hayata
- Astilbe microphylla Knoll
- Astilbe okuyamae H.Hara
- Astilbe papuana Schltr.
- Astilbe philippinensis L.Henry
- Astilbe × photeinophylla Koidz.
- Astilbe platyphylla H.Boissieu
- Astilbe rivularis Buch.-Ham. ex D.Don
- Astilbe rubra Hook.f. & Thomson
- Astilbe shikokiana Nakai
- Astilbe simplicifolia Makino
- Astilbe taquetii (H.Lév.) Koidz.
- Astilbe thunbergii (Siebold & Zucc.) Miq.
- Astilbe tsushimensis Kadota